# Fernando J. Corbató
Fernando José Corbató (Oakland, 1º luglio 1926 – Newburyport, 12 luglio 2019) è stato un informatico statunitense.
Dal 1965 al 1996 ha insegnato come professore di Ingegneria Elettrica al MIT, collaborando all'interno del dipartimento di Ingegneria Elettrica e Informatica.
È conosciuto per il suo contributo allo sviluppo dei sistemi time-sharing. Ha ricevuto il premio Turing nel 1990.

## Premi e riconoscimenti
Vinse il Premio Turing nel 1990 con la seguente motivazione: